# Farkas Árpád (mérnök)
Farkas Mihály Árpád (Kecskemét, 1877. január 4. – Budapest, Józsefváros, 1943. augusztus 13.) magyar mérnök, a főváros csatornaműveinek vezetője.

## Életpályája
Farkas Mihály kereskedő és Bánhidi Mária fiaként született, 1877. január 9-én keresztelték. 1900-ban diplomázott a Magyar Királyi József Műegyetemen. Ezt követően szülővárosában a mérnöki hivatal munkatársa lett; elkészítette Szeged általános csatornázásának és feltöltésének tervét. 1905. május 16-án Szentesen házasságot kötött Mátéffy Ilona (Ilka) Emmával. 1914-től Budapesten dolgozott.
Kidolgozta Budapest általános csatornázási tervét, megépítette a kelenföldi és rákosvölgyi főgyűjtőket, szabályozta a Rákospatak és az Aranyhegyi-árok fővárosi szakaszát és megszervezte az árvízvédelmet. Tevékenységéről több tanulmányban számolt be.
Sírja Budapesten, az Új köztemetőben található (16/5-1-15/16).

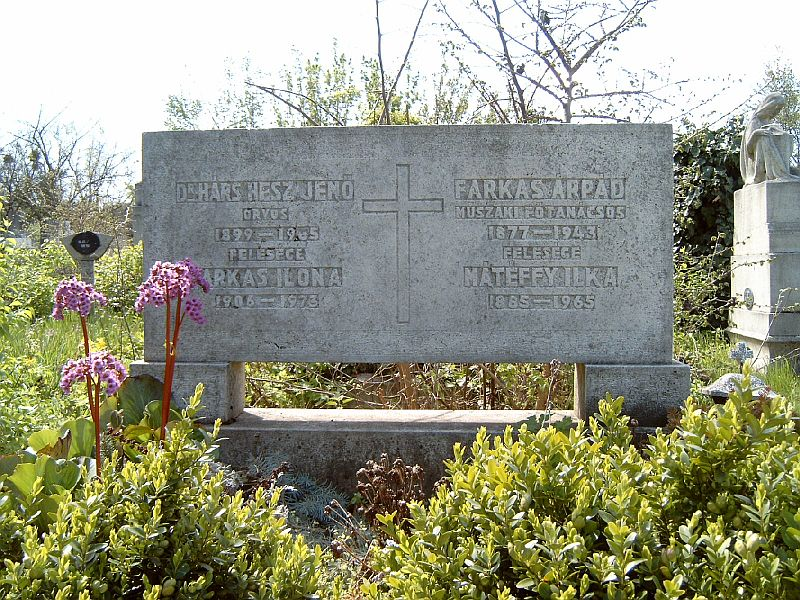
Farkas Árpád és családjának sírja Budapesten. Új köztemető: 16/5-1-15/16.

## Művei
- Szeged város csatornázása (Budapest, 1912)
- Szeged város általános feltöltésének kérdése (Szeged, 1912)